# Kongjiafang (sockenhuvudort i Kina, Hubei Sheng, lat 30,84, long 115,63)
Kongjiafang (kinesiska: 孔家坊) är en sockenhuvudort i Kina. Den ligger i provinsen Hubei, i den centrala delen av landet, omkring 130 kilometer öster om provinshuvudstaden Wuhan. Antalet invånare är 19 318. Befolkningen består av 9 695 kvinnor och 9 623 män. Barn under 15 år utgör 15,0 %, vuxna 15-64 år 67 %, och äldre över 65 år 17,0 %.
Runt Kongjiafang är det tätbefolkat, med 276 invånare per kvadratkilometer. Närmaste större samhälle är Kuanghe, 16,5 km söder om Kongjiafang. Trakten runt Kongjiafang består till största delen av jordbruksmark.
Genomsnittlig årsnederbörd är 1 917 millimeter. Den regnigaste månaden är juli, med i genomsnitt 301 mm nederbörd, och den torraste är december, med 52 mm nederbörd.